# Carolina Ulrika Ekmarck
Carolina Ulrika Ekmarck, född 1816, död 10 maj 1899 i Strängnäs, var en svensk litograf.
Hon var dotter till assessor Carl Eric Ekmarck och Lovisa Ulrica Nyblom samt gift 1840 med domprosten Isac Samuel Widebeck. Hon var syster till Lovisa Augusta Ekmarck. Tillsammans med sin syster grundade hon och gav ut tidskriften Litografiskt Allehanda 1835-1839.